# Landskapet Ålands valkrets

Landskapet Ålands valkrets är en valkrets i Finland vid riksdagsval som omfattar Åland.
Valkretsen har 1 mandat i riksdagen. Då detta är Ålands enda representation i Finlands riksdag kallas den som innehar mandatet Ålands riksdagsledamot. Valet av Ålands riksdagsledamot sker på samma sätt som övriga riksdagsledamöter i Finland med den enda skillnaden att Landskapet Ålands valkrets endast har ett mandat. Åland är den minsta av landets 15 valkretsar. Åland blev en egen valkrets 1948. Innan dess hade Åland varit en del av Egentliga Finlands valkrets. Ålands valkrets är den enda i Finland som definieras av grundlagen och självstyrelselagen.

## Riksdagsledamöter
| Riksdagsledamot   | Mandatperiod | Valförbund                                                                    | Född-död   |
| ----------------- | ------------ | ----------------------------------------------------------------------------- | ---------- |
| Arthur Larson     | 1948–1959    |                                                                               | 1897–1959  |
| Elis Andersson    | 1959–1966    |                                                                               | 1904–1983  |
| Evald Häggblom    | 1966–1976    |                                                                               | 1905–1976  |
| Gunnar Häggblom   | 1976–1983    |                                                                               | 1917– 2010 |
| Gunnar Jansson    | 1983–2003    | 1987: Lista A (Lib./ÅSD) 1991: Lista C (Lib./FS/Gröna) 1995–2003: Liberalerna | 1944–      |
| Roger Jansson     | 2003–2007    | FS – ObS                                                                      | 1943–      |
| Elisabeth Nauclér | 2007–2015    | 2007: Borgerlig allians (C/FS/Lib./ObS) 2011: Åländsk samling (C/ObS/ÅSD/ÅF)  | 1952–      |
| Mats Löfström     | 2015–        | 2015: Åländsk samling (C/M/ÅSD) 2019–: För Åland                              | 1983–      |